# 天龙寺造像
30°12′49″N 120°08′37″E / 30.21361°N 120.14361°E
天龙寺造像位于中国浙江省杭州市玉皇山南麓，八卦田和白云庵上方，1986年被列为第一批杭州市文物保护单位。2006年与慈云岭造像、烟霞洞造像同作为西湖南山造像列入全国重点文物保护单位，归入第二批全国重点文物保护单位飞来峰造像。
天龙寺造像于吴越国王钱弘俶建天龙寺的同时雕凿，时为北宋乾德三年（965年）。造像共三龛。主龛一铺七尊，中为弥勒佛，背后有火焰纹头光和身光，两侧有无著和世亲，再两侧是法花林菩萨和大妙相菩萨，又再两侧是力士像。龛楣上浮雕二尊飞天。西龛为无量佛（即阿弥陀佛），作全跏趺坐式，闭目禅定，背后亦有火焰纹头光和身光。东龛为水月观音（观自在菩萨），脸形丰润，文静多姿。天龙寺造像造型生动、雕刻精美，为吴越造像艺术的代表之一。。
- 西龛和中龛
- 西龛：无量佛（即阿弥陀佛）
- 西龛：无量佛（即阿弥陀佛）
- 中龛（主龛）
- 中龛（主龛）
- 中龛（主龛）
- 中龛（主龛）中为弥勒佛
- 中龛（主龛）东部
- 中龛（主龛）西部
- 中龛（主龛），东侧飞天
- 东龛：水月观音
- 东龛：水月观音